# 胡政光
胡政光（1931年1月—），男，江苏无锡人，生于上海，中华人民共和国政治人物，曾任中国民主同盟中央委员会常务委员，第八、九届全国政协委员。